# Nelson Martínez (cantante)
Nelson José Martínez Blanco (Caripito, Monagas,20 de septiembre de 1950 - Cabimas, Zulia, 14 de enero de 1999) fue un cantante, músico y compositor venezolano. Conocido como El Rey de las Tamboreras, fue una de las voces más emblemáticas de la agrupación de gaita zuliana Gran Coquivacoa. En la década de 1970 integró de manera alterna las agrupaciones Los Corsarios y Gaiteros del Prado.

## Principios
Nelson José Martínez Blanco nació el 20 de septiembre de 1950 en Caripito, Estado Monagas, un pueblo chocolatero y religioso, famoso por sus actos de Semana Santa, también poseedor de Record Guinness por instaurar la línea de barras de chocolate más larga del mundo, pueblo muy lejos de Cabimas que tanto amó y en la cual sembró sus raíces tanto familiares como profesionales y artísticas. Desde temprana edad se enraizó en tierras del occidente de Venezuela en la Costa Oriental del lago de Maracaibo, en la ciudad de Tía Juana, específicamente del campo Taparito y de allí se fue a la ciudad de Cabimas. Adulto muy joven fue jefe de ventas de una empresa mediana de enseres domésticos y máquinas de coser. Graduado de locutor, incursionó de manera ocasional en esta profesión.
Sin embargo, su inclinación y vocación fundamental, siempre fue la interpretación y la vocalización musical, y la música en general, con grandes dotes de histrionismo y buen humor, que coadyuvaron para abrirle camino prontamente en esta difícil tarea. Ya en la década de los ’60 participó con la agrupación “Gaiteros del Prado”.
Su llegada a Gran Coquivacoa, en 1969, generó una de las épocas más productivas de tamboreras en la historia de la gaita zuliana, es importante destacar que Nelson fue uno de los precursores del quinto género de la gaita, "la gaita a tambora" o "tamborera"; la cual es el encuentro devocional al culto de San Benito y se caracteriza por ser muy bailable. En 1973 alternó con Los Turpiales de Tamare  y Guasinca Zuliana. En la temporada 1991 formó Los Reyes de la Tamborera y también fue integrante del Super Combo Los Tropicales, La CIA y Banda Country.

## Gaitas y tamboreras
A finales de esta década tiene la oportunidad de ingresar al grupo gaitero Gran Coquivacoa, de Cabimas, en 1969, fundado y dirigido por Jesús Petit, ejecutante del furro conjuntamente con Rody Tigrera (tamborero), Nelson Suárez (tamborero), Manuel Salazar y Pedro Arteaga.
Desde su llegada se convierte en la primera voz de la agrupación, imponiendo no solo gaitas sino también el género tamborera, una variante gaitera, de ritmo más rápido y también más apropiado en su adaptación al baile. De este modo, Nelson Martínez compuso varios de estos temas que él mismo interpretaba y que recibieron toda la aceptación indudable del público. Entre estos temas se encuentran: “Tamborera n.º 3 (Gaita a Tambora)”, “El Cholagogue”, “Tamborera n.º 7 (Macario)”, “Parranda Oriental”, “Tamborera n.º 9 (San Benito)”, “Desde la Basílica”, “La Traidora”, “El Gran Gaitón”, “Los Vasallos”, “Rey Gaitón”, “Señor Presidente”, entre otras.
Tiempo después habría de alternar con otros grupos como “Guasinca Zuliana” y “Los Corsarios”, y, más adelante, con la fundación del grupo “Los Reyes de la Tamborera”.
En la ciudad de Caracas permaneció aproximadamente un año con el grupo “Los Turpiales”, dirigido por Nelson Chacín. De esa temporada son los temas “Son Caliente”, “Pea Santoral” y “La Casa de los Gaiteros”.

## Super Combo Los Tropicales
Comenzando la década de 1980 es contratado por el Super Combo Los Tropicales, la orquesta de bailes más estimada del occidente del país, a fin de integrarse como guarachero y sonero y liderizar su plantel de cantantes junto a Oscar Borjas y Nilka Riera.
Con el sello Philips surgen varios álbumes en sonido estereofónico, de esta temporada son los temas “El inglesito”, guaracha de gran aceptación pública, y de su misma inspiración; “El chofer”, guaracha son, de Ricardo Hernández; “Cuidado con el apellido”, de su propia inspiración; “El inglesito enamorado”, también de su inspiración; así como “Francisquito el policía”, y, “Llora el saxofón”, vibrante merengue dominicano, de su autoría y cantado por él.

## Fallecimiento
Falleció el 14 de enero de 1999, víctima de una diabetes y una enfermedad renal en Cabimas, Estado Zulia, dejando a todo el público en general su voz plasmada en casi medio centenar de gaitas y tamboreras.

## Discografía
- El gran gaitón
- El hidroavión
- Folklore añejado
- Pea santoral
- Son caliente
- Gran gaitón
- Gaitón 2
- Gaitón 4
- Gaitón 5
- Cita con Ricardo
- El cholagogue
- Cuando yo muera
- Tamborera 3
- Tamborera 5
- Tamborera 6
- Tamborera 7
- Tamborera 8
- Tamborera 9
- Regalo para mis amigos
- El gran gaitón
- Llora el saxofón
- El inglesito enamorado
- El inglesito
- El chofer
- Francisquito el policía
- Fiebre en la catedral
- San Benito
- El destino de un niño